# 5,10-Metilenotetraidrofolato
5,10-Metilenotetraidrofolato (N5,N10-Metilenotetraidrofolato; 5,10-CH2-THF) é cofator em várias reações bioquímicas.  Existe na natureza como o diastereoisômero [6R]-5,10-metileno-THF.
Como intermediário no metabolismo de um carbono, 5,10-CH2-THF interconverte a 5-metiltetraidrofolato, 5-formiltetraidrofolato e meteniltetraidrofolato.  É substrato para a enzima metilenotetraidrofolato redutase (MTHFR)  É produzido principalmente pela reação do tetraidrofolato com serina, catalisada pela enzima serina hidroximetiltransferase.

## Funções selecionadas

### Desintoxicação de formaldeído
Metilenotetraidrofolato é um intermediário na desintoxicação de formaldeído.

### Biossíntese de pirimidina
É o doador de um carbono para timidilato sintetase, para metilação de 2-deoxi-uridina-5-monofosfato (dUMP) a 2-deoxi-timidina-5-monofosfato (dTMP). A coenzima é necessária para a biossíntese de timidina e é o doador C1 nas reações catalisada por TS e timidilato sintase (FAD).

### Biomodulador

Metabolismo da MTHFR: ciclo do folato, ciclo da metionina, transsulfuração e hiperhomocisteinemia.

[6R]-5,10-metileno-THF é um biomodulador que provou aumentar o efeito antitumoral citotóxico desejado de Fluorouracil (5-FU) e pode contornar a via metabólica exigida por outros folatos (tal como leucovorina) para obter a ativação necessária.  O metabólito ativo está sendo avaliado em ensaios clínicos para pacientes com câncer colorretal em combinação com 5-FU.